# Nastri d'argento 1996
Els Nastri d'argento 1996 foren la 51a edició de l'entrega dels premis Nastro d'Argento (Cinta de plata) que va tenir lloc el 1996.

## Guanyadors

### Millor director
- Giuseppe Tornatore - L'uomo delle stelle
- Michele Placido - Un eroe borghese
- Daniele Luchetti - La scuola
- Mario Martone - L'amore molesto
- Michelangelo Antonioni - Al di là delle nuvole

### Millor director novell
- Sandro Baldoni - Strane storie
- Ciprì e Maresco - Lo zio di Brooklyn
- Mimmo Calopresti - La seconda volta
- Gianni Zanasi - Nella mischia
- Stefano Incerti - Il verificatore

### Millor productor
- Nanni Moretti i Angelo Barbagallo - La seconda volta
- Gianluca Arcopinto - Nella mischia
- Giovanni Molino i Antonio Caratozzolo - Il verificatore
- Andrea Occhipinti, Angelo Curti i Kermit Smith - L'amore molesto
- Domenico Procacci - Come due coccodrilli

### Millor argument
- Giacomo Campiotti i Marco Piatti - Come due coccodrilli

### Millor guió
- Paolo Rossi, Filippo Pichi i Leone Pompucci - Camerieri

### Millor actor protagonista
- Sergio Castellitto - L'uomo delle stelle
- Fabrizio Bentivoglio - Un eroe borghese
- Nanni Moretti - La seconda volta
- Marcello Mastroianni - Sostiene Pereira
- Silvio Orlando - La scuola

### Millor actriu protagonista
- Anna Bonaiuto - L'amore molesto
- Angela Finocchiaro - Bidoni
- Anna Galiena - La scuola
- Valeria Bruni Tedeschi - La seconda volta
- Francesca Neri - Ivo il tardivo

### Millor actriu no protagonista
- Regina Bianchi - Camerieri
- Nicoletta Braschi - Pasolini, un delitto italiano
- Silvia Cohen - Strane storie
- Angela Luce - L'amore molesto
- Carlotta Natoli - L'estate di Bobby Charlton

### Millor actor no protagonista
- Leopoldo Trieste - L'uomo delle stelle
- Gianni Cajafa - L'amore molesto
- Mario Carotenuto (pòstum) - Romanzo di un giovane povero
- Antonello Fassari - Camerieri

### Millor banda sonora
- Lucio Dalla - Al di là delle nuvole
- Moni Ovadia - Facciamo paradiso

### Millor fotografia
- Dante Spinotti - L'uomo delle stelle
- Luca Bigazzi - L'amore molesto
- Alfio Contini - Al di là delle nuvole

### Millor vestuari
- Franca Squarciapino - Le colonel Chabert

### Millor escenografia
- Francesco Bronzi - L'uomo delle stelle
- Giantito Burchiellaro - Sostiene Pereira
- Eugenio Liverani - Ivo il tardivo

### Millor doblatge femení i masculí
- Antonella Rendina – per la veu de Bridget Fonda a Encanteri a la ruta maia (Rough Magic)
- Luca Biagini - per la veu de Billy Crystal a Oblidar París

### Director del millor curtmetratge
- Roberto Palmerini - Scooter
- Andrea Zaccariello - Gioco da vecchi

### Millor productor de curtmetratge
- Ferzaco di Ferdinando Zazzara

### Menció especial al curtmetratge
- Cecilia Calvi - Il vampiro difettoso
- Monica Vullo - Tre minuti a mezzanotte
- Maurizio Fiume - Drogheria

### Millor pel·lícula estrangera
- Theo Angelopoulos - To Vlemma tu Odissea (To vlemma tou Odyssea)
- Ken Loach - Terra i llibertat (Land and Freedom)
- Emir Kusturica - Underground (Podzemlje)
- Wim Wenders - Lisbon Story
- Wayne Wang i Paul Auster - Smoke

### Nastro d'Argento europeu
- Theo Angelopoulos - To Vlemma tu Odissea
- Bertrand Tavernier – L'Appât
- Lucian Pintilie - Un été inoubliable
- Pedro Almodóvar – La flor de mi secreto
- Peter Greenaway

### Nastro d'Argento especial
- Ingmar Bergman